# Земевладелецът от Райгейт
„Земевладелецът от Райгейт“ (на английски: The Adventure of the Reigate Squire) е разказ на писателя Артър Конан Дойл за известния детектив Шерлок Холмс. За първи път е публикуван през 1893 г. в списание „Странд“. Включен е в книгата „Мемоарите на Шерлок Холмс“, публикувана през 1894 година.

## Сюжет
Внимание:  Текстът по-долу разкрива сюжета на произведението (или части от него)!
Действието се развива през април 1887 г., в градчето Райгейт в графство Съри. След отлично и напрегнато разследване, проведено в Европа, здравето на Холмс е влошено и Уотсън му предлага да отидат в Райгейт, в имението на неговия приятел, полковник Хейтър, за да може Холмс да си почине сред природата и да възстанови силите си. Но дори по време на почивката Холмс неволно е въвлечен в разследването на престъпления. Преди известно време, в къщата на г-н Актън, един от местните земевладелци, са проникнали крадци, които са откраднали някои, на пръв поглед, безсмислени неща. Съвсем скоро в къщата на друг земевладелец, Кънингам, се е опитал да проникне въоръжен обирджия. Опитът за обир е бил неуспешен, но крадецът е застрелял опитващия се да му попречи Уилям Къруан, слуга на Кънингам.
По молба на местния полицейски инспектор Форестър, Холмс започва разследване. Той разглежда мястото и разпитва Кънингам-старши и сина му Алек, които са станали свидетели на борбата между Къруан и крадеца. Особен интерес у Холмс предизвиква хартийка, която стиска в ръката си убитият слуга. Холмс предлага на семейство Кънингам да даде обява във вестника, в която да обещае награда за залавянето на убиеца, а той и инспекторът да продължават да разследват. Те се съгласяват, но старият Кънингам е принуден да направи лично корекция на текста написан от Холмс.
След известно време Холмс предлага на Уотсън и на инспектор Форестър да отидат заедно в дома на Кънингам, като им казва, че показанията им за престъплението са неверни, а той е успял да разгадае съдържанието на намерената хартийка. Там Холмс несръчно събаря фруктиера с плодове, след което незабелязано се измъква. Уотсън и инспектор Форестър са озадачени, но изведнъж чуват вик за помощ от Холмс. Инспектор и Уотсън дотичват в банята и виждат как Алек Кънингам души Холмс, а Кънингам-старши се опитва да го измъкне нещо от ръцете му. Бащата и синът са арестувани веднага, а Холмс ги обвинява в убийството на Къруан.
Холмс обяснява, че след изследване на местопроизшествието, той веднага е разбрал, че Кънингам лъжат и че не е имало никакъв разбойник. Проучвайки откъса от бележката, Холмс открива, че тя е написана от двама души и тези двама души са роднини. Тогава Холмс с малък трик взема образец от почерка на Кънингам-старши и открива, че е същият както в бележката. Холмс най-накрая се убеждава, че престъпниците са Кънингам и че бележката от ръката на убития е изтръгната от Алек Кънингам, който след това я е пъхнал в джоба на халата си. Догадката на Холмс се потвърждава и бележката наистина е в джоба на халата му. Но когато Холмс се опитва да извади това парче хартия от джоба, Кънингам, ужасени, че ще бъдат разкрити, почти не убиват Холмс.
По-късно Кънингам си признават, че са убили Къруан заради опитите му да ги изнудва. Къруан е видял Кънингам да влизат в дома на г-н Актън, надявайки се да откраднат много важен документ, който да им помогне да спечелят срещу Актън съдебен процес, който той е завел срещу тях за спорни земи.

## Адаптации
Разказът е екранизиран през 1912 г. в едноименния филм с участието на Джордж Тревил в ролята на Холмс и на Мистър Мойс като Уотсън.
През 1922 г. отново е филмиран с участието на Ейли Норууд в ролята на Холмс и на Хюбърт Уилис в ролята на Уотсън.
Екранизиран е и през 1951 г. с участието на Алън Уитли в ролята на Холмс и на Реймънд Франсис като Уотсън.